# Tempestade tropical Bonnie (2016)

A tempestade tropical Bonnie foi um ciclone tropical fraco, mas persistente, que trouxe fortes chuvas para o sudeste dos Estados Unidos em maio de 2016. A segunda tempestade da temporada, Bonnie se formou em uma área de baixa pressão a nordeste das Bahamas em 27 de maio, poucos dias antes do início da temporada oficial de furacões em 1 de junho. Movendo-se continuamente para oeste-noroeste, Bonnie se intensificou em uma tempestade tropical em 28 de maio e atingiu o pico de ventos seis horas depois. No entanto, devido às condições ambientais hostis, Bonnie enfraqueceu para uma depressão horas antes de atingir a costa logo a leste de Charleston, Carolina do Sul, em 29 de maio. As correntes de direção entraram em colapso depois, fazendo com que.
A tempestade parou sobre a Carolina do Sul por dois dias. A tempestade enfraqueceu ainda mais em um ciclone pós-tropical em 31 de maio, antes de emergir da costa enquanto se move geralmente para leste-nordeste. Em 2 de junho, Bonnie regenerou-se em uma depressão tropical ao largo da costa da Carolina do Norte conforme as condições se tornaram ligeiramente mais favoráveis. No dia seguinte, apesar do aumento do cisalhamento do vento e do resfriamento das temperaturas da superfície do mar, Bonnie se reintensificou em uma tempestade tropical e atingiu o seu pico de intensidade. A tempestade continuou com força de tempestade tropical por mais um dia, antes de enfraquecer em uma depressão no final de 4 de junho e tornou-se pós-tropical no dia seguinte.
Permanecendo na Carolina do Sul por alguns dias, Bonnie trouxe fortes chuvas e inundações generalizadas para o sudeste dos Estados Unidos. A precipitação total atingiu 150 mm (6 in) em grande parte da Carolina do Sul, e ultrapassou 250 mm (10 in) em algumas áreas. As inundações resultaram no fechamento das pistas para o sul da Interstate 95 no Condado de Jasper e também inundaram o Gabinete do Xerife e o Centro de Detenção do Condado de Jasper. Em Ridgeland, vários edifícios foram danificados e a estação de tratamento de águas residuais local transbordou, derramando descarga no riacho vizinho Captain Bill Creek. Os danos apenas neste condado ultrapassaram US $ 640.000 (2016 USD ). Chuvas recordes foram observadas em grande parte dos Outer Banks ; na Ilha de Hatteras, o acampamento Cape Point ficou fechado por uma semana devido à inundação. Duas pessoas se afogaram em correntes marítimas ao longo da costa sudeste dos Estados Unidos.

## História meteorológica
Em 24 de maio, o National Hurricane Center (NHC) começou a monitorar uma área de clima perturbado resultante da interação de uma frente fria enfraquecida e um vale de nível superior. Uma área de superfície de baixa pressão formou-se no final do dia seguinte, e a baixa eventualmente ganhou organização suficiente para ser declarada uma depressão tropical às 18:00 UTC em 27 de maio. Na época, a depressão estava localizada a cerca de 435 milhas (695 km) a sudeste de Charleston, Carolina do Sul, e movendo-se para oeste-noroeste em resposta a uma baixa sobre o noroeste das Bahamas e uma cordilheira perto da costa da Carolina do Norte. O forte cisalhamento do vento vertical e o ar seco na região dificultaram o fortalecimento, no entanto, a depressão estava localizada sobre as águas quentes da Corrente do Golfo.  Na tarde de 28 de maio, uma
explosão de convecção profunda desenvolvida perto da parte noroeste do centro de circulação de baixo nível exposto (LLCC), e o NHC atualizou a depressão para Tempestade Tropical Bonnie.
Apesar do forte cisalhamento do sul expondo o LLCC, Bonnie se intensificou ligeiramente para atingir seu pico de intensidade inicial com ventos de 45 mph (75 km/h) ao virar para o norte. No entanto, os efeitos contínuos do forte cisalhamento do vento e do ar seco fizeram com que o aparecimento do ciclone se degradasse significativamente no início de 29 de maio, pois a convecção profunda se dissipou devido a mais de 46 mph (74 km/h) de cisalhamento sul. Bonnie enfraqueceu de volta à força da depressão tropical cerca de meia hora antes de sua chegada a leste de Charleston, na Carolina do Sul. Pegada em correntes de direção fracas, a depressão serpenteava sobre a Carolina do Sul por mais de um dia antes de degenerar em uma baixa remanescente sobre a porção nordeste do estado às 12:00 UTC em 30 de maio.
A circulação remanescente continuou a se mover lenta e erraticamente à medida que emergia na costa em 31 de maio, antes de acelerar para leste-nordeste e reintensificar ligeiramente. Em meio a ventos leves e altas temperaturas da superfície do mar (SSTs), a organização melhorou conforme a convecção persistia perto do centro, e Bonnie se regenerou em uma depressão tropical às 00:00 UTC em 2 de junho. No dia seguinte, apesar do agravamento das condições, uma explosão de convecção ao redor do centro fez com que Bonnie fosse novamente
declarada uma tempestade tropical, atingindo simultaneamente uma nova pressão mínima de 1006 mbar (hPa; 29,71 inHg). O aumento do cisalhamento do noroeste e do resfriamento das SSTs logo se tornou evidente à medida que o LLCC ficou exposto a oeste, no entanto Bonnie continuou a manter a força da tempestade tropical. Na tarde de 4 de junho, Bonnie começou a sucumbir às condições desfavoráveis, e a tempestade enfraqueceu em uma depressão tropical. No dia seguinte, Bonnie degenerou mais uma vez em um ciclone pós-tropical enquanto seguia na direção leste-sudeste sobre o Oceano Atlântico. A tempestade acabou por fazer a transição para um ciclone extratropical em 7 de junho, e eventualmente dissipou-se a sul-sudoeste dos Açores, pouco depois das 18:00 UTC em 9 de junho.

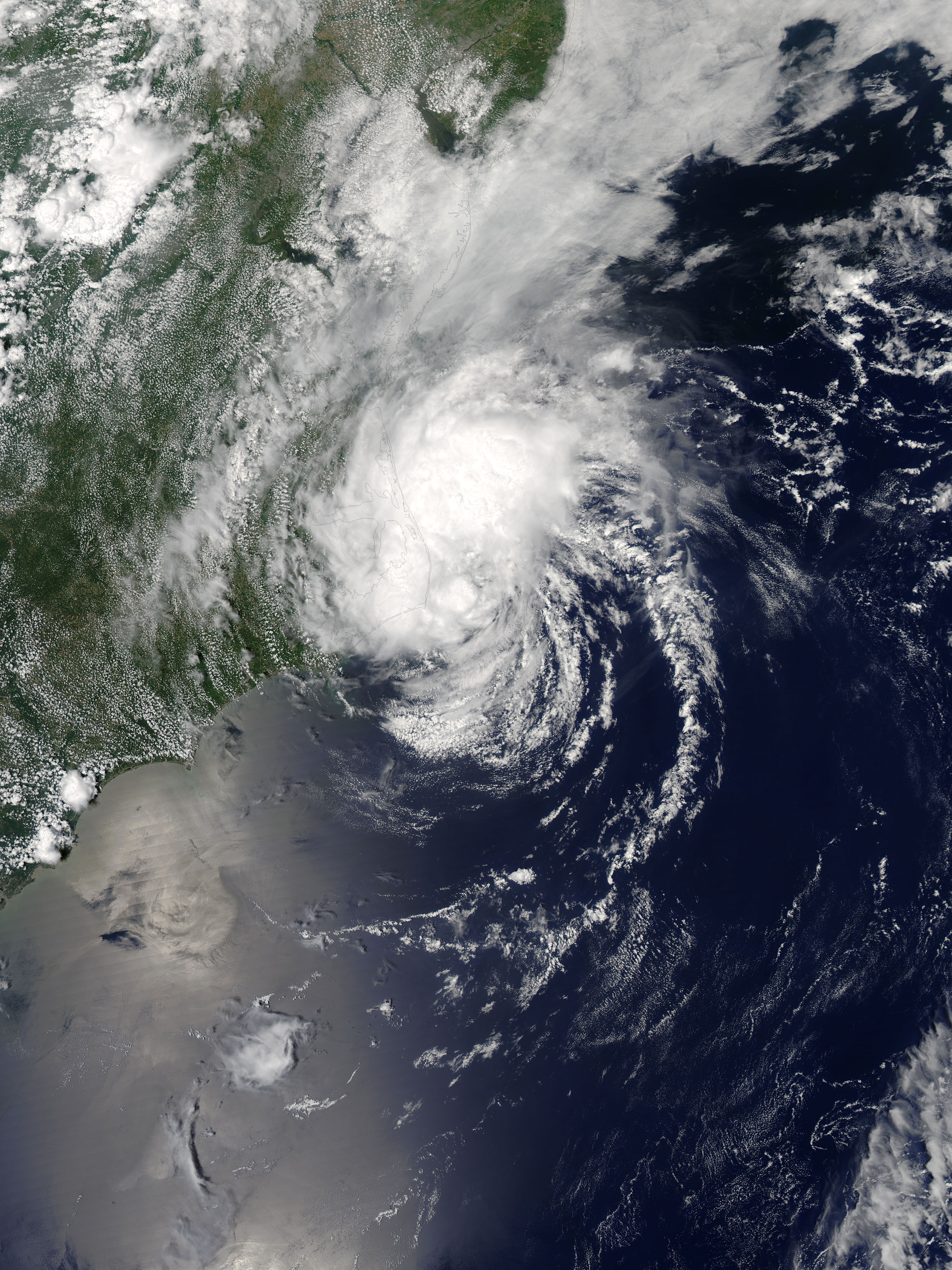
Bonnie se regenerando perto da Carolina do Norte em 2 de junho

Após a formação, um alerta de tempestade tropical foi emitido, cobrindo o rio Savannah até a enseada de Little River na Carolina do Sul. Eles foram descontinuados quando Bonnie enfraqueceu para uma depressão às 8:00 sou EDT (12:00 UTC) em 29 de maio. O acúmulo total de chuva na Carolina do Sul de Bonnie atingiu um pico de 265 mm (10.43 in) em Ridgeland. As fortes chuvas afetaram várias empresas costeiras que esperavam um grande número de turistas durante o fim de semana do Memorial Day. As fortes chuvas levaram a inundações significativas, levando a Patrulha Rodoviária da Carolina do Sul a fechar pelo menos sete estradas no Condado de Jasper, incluindo as pistas para o sul da Interestadual 95. Outros fechamentos de estradas ocorreram nos condados de Dorchester e Hampton, depois que enchentes os tornaram intransitáveis.  Em todo o condado de Jasper, quatro prédios sofreram grandes danos e dez outros sofreram danos menores, principalmente na cidade de Ridgeland. A água inundou o Gabinete do Xerife do Condado de Jasper e o Centro de Detenção, levando à realocação de um terço dos internos. A estação de tratamento de águas residuais de Ridgeland transbordou, derramando 75.000 para 100.000 galões (280.000 para 380.000 litros) de descarga no vizinho Captain Bill Creek. Estima-se que Bonnie tenha causado cerca de US $ 640.000 (2016 USD ) em danos apenas no Condado de Jasper, principalmente em Ridgeland. No Aeroporto Internacional de Charleston, um vento constante de 31 mph (50 km/h) e uma rajada de 40 mph (65 km/h) foram observados; essas foram as velocidades de vento mais altas registradas relacionadas ao ciclone em terra.
Na Geórgia, a precipitação atingiu 197 mm (7.74 in) em Oliver. No condado de Bulloch, várias estradas foram inundadas ou fechadas devido à enchente. Algumas lagoas ultrapassaram suas margens. Chuvas fortes, com quebra de recorde em algumas áreas, foram observadas em grande parte dos Outer Banks da Carolina do Norte. A precipitação atingiu o pico em 209 mm (8.21 in) no aeroporto Billy Mitchell em Hatteras. Nesse local, 180 mm (7.09 in) de chuva caiu em 30 de maio, quebrando o antigo recorde estabelecido em 1940. Além disso, um novo recorde mensal de precipitação para o mês de maio foi observado - 322 mm (12.67 in) de chuva durante esse mês. Pelo menos 180 mm (7 in) de chuva caiu na Ilha de Hatteras, resultando no fechamento do Cape Point Campground e seu sistema de reservas online por uma semana. Várias rampas de praia foram inundadas com pelo menos 150 mm (6 in) de água parada e alguns tornaram-se intransitáveis, porém nenhum foi fechado. A tempestade tropical Colin mais tarde se combinaria com Bonnie para produzir pelo menos 250 mm (10 in) de água parada em fazendas nos condados de Hyde e Beaufort, danificando safras jovens e recém-plantadas.
As ondas geradas por Bonnie criaram um risco elevado de correntes de retorno ao longo da costa do sudeste dos Estados Unidos. Vários resgates de água foram realizados. Um homem de 21 anos desapareceu em Carolina Beach em 28 de maio; seu corpo foi recuperado em New Hanover County, Carolina do Norte, três dias depois. Mais ao sul, o corpo de um homem de 20 anos foi recuperado no condado de Brevard, na Flórida, depois que ele se afogou.
Quando Bonnie se formou em 27 de maio, tornou-se a primeira ocorrência de duas tempestades atlânticas pré-temporada desde 2012, e apenas a segunda ocorrência desde 1951. A primeira tempestade, Alex, havia se formado em janeiro.